# NBA Street Homecourt
NBA Street Homecourt — п'ята відеогра в серії NBA Street. Випущена для Xbox 360 19 лютого 2007 року, а для PlayStation 3 6 березня 2007 року. Демо-версія гри була випущена 2 лютого 2007 року в Xbox Live Marketplace. NBA Street Homecourt була першою грою на Xbox 360, відпочатку наділеною роздільною здатністю 1080p. У грі представлені баскетбольні майданчики, які засновані на реальних NBA.